# Leo Wenzel Pollak
Leo Wenzel Pollak (* 23. September 1888 in Prag, Österreich-Ungarn; † 24. November 1964 in Dublin) war Geophysiker, Meteorologe und Pionier der Datenverarbeitung.
Seine Eltern waren der Schriftsteller oder Redakteur Simon Pollak und Dorothea, geb. Glück. Sein Vater hatte 1890 das Patent Nr. 55433 für einen Telefon-Gesprächszähler erhalten.
Er studierte von 1906 bis 1910 Physik und Geophysik an der deutschen Universität in Prag bei Rudolf Spitaler (1859–1946) und promovierte mit der Arbeit Die Dauer und die Intensität des Sonnenscheins auf dem Douneuberge bei Mileschau.
Er wurde Privatdozent am Geophysikalischen Institut der Deutschen Universität Prag. Ab April 1911 war Albert Einstein hier für ein Jahr Professor. Als Pollak im August 1911 per Rundschreiben Astronomen suchte, die den von Einstein vorhergesagten Lichtablenkungseffekt im Schwerefeld beobachtet hatten, nahm Erwin Freundlich die Herausforderung an.
Seine Gattin Johanna Pollak, geborene Dittrich, arbeitete als Gymnasial-Professor. Victor Conrad beklagte sich, dass er 1919 auf seiner Flucht seine selbst berechneten Tabellen verloren hatte.
Im Jahr 1922 habilitierte er sich und 1927 wurde er außerordentlicher Professor. Im Februar 1929 wurde er, als Nachfolger Spitalers, Ordinarius und Direktor des Geophysikalischen Instituts in Prag und zudem Direktor des Meteorologischen Observatoriums auf dem Donnersberg, 20 Meilen südlich von Teplitz-Schönau.
1939 emigrierte er nach Irland, wo er beim Irish State Meteorologic Service arbeitete. Von 1947 bis 1963 lehrte er als Professor an der School of Cosmic Physiks am Dublin Institute of Advanced Studies.
Er zeigte, dass wissenschaftliche Berechnungen von Lochkartenmaschinen ausgeführt werden können.

## Schriften
- Hilfsmittel zur Aufsuchung versteckter Periodizitäten sowie zur harmonischen Analyseüberhaupt. In: Annalen der Hydrographie und maritimen Meteorologie. 53, 1925, S. 209–222
- Rechentafeln zur Harmonischen Analyse; Leipzig
- Das Rechnen mit und ohne Maschine. In: Zeitschrift für Instrumentenkunde. 47, 1927, S. 340–357
- Zur harmonischen Analyse empirischer, durch eine große Zahl gegebener Ordinaten definierter Funktionen. In: Annalen der Hydrographie und maritimen Meteorologie. 54, 1926, S. 311–315, 344–349, 378–384
- Handweiser zur Harmonischen Analyse Cechoslovakisches Statist. Staatsamt, Prag 1928. (Prager Geophysikalische Studien)
- Die Perioden und das Periodogramm der internationalen erdmagnetischen Charakterzahlen. In: Cechoslovakische Statistik. 64, 1930. (Prager Geophysikalische Studien III)
- Verwendung statistischer Maschinen in der Klimatologie. In: Meteorologische Zeitschrift. 44, Nr. 8, 1927, S. 296–300
- Über die Verwendung des Lochkartenverfahrens in der Klimatologie. In: Zeitschrift für Instrumentenkunde. 47, Nr. 11, 1927, S. 528–532
- Charakteristika der Luftdruckfrequenzkurven und verallgemeinerte Isobaren in EuropaPrag: Statistisches Staatsamt, 1927
- Verwendung des Lochkartenverfahrens in der Stellarstatistik. In: Astronomische Nachrichten. 233, Nr. 5,574, 1928 S. 91–94
- Das Periodogramm der internationalen erdmagnetischen Charakterzahlen. In: Zeitschrift für Geophysik. 4, 1928, S. 289–304
- Fortschritte in der Anwendung des Lochkartenverfahrens auf geophysikalische Probleme. In: Zeitschrift für Geophysik. 5, 1929, S. 33–36
- Neue Anwendungen des Lochkartenverfahrens in der Geophysik. mit F. Kaiser, in: Hollerith-Nachrichten. Nr. 44, 1934, S. 574–584
- Über die numerische Methode von J. Fuhrich zur Ermittlung von Periodizitäten, ihre Erprobung und Anwendung auf die Polbewegung. In: Statisticky Obzor, Prague. 16, Nr. 1–3, 1935
- Das Periodogramm der Polbewegung. In: Gerlands Beiträge zur Geophysik. S. 108–194
- Über die Verwendung des Tonfilms zur Harmonischen Analyse. In: Zeitschrift für Instrumentenkunde. 59, 1939, S. 208–210
- On Cycles of Pressure Especially in the Neighbourhood of Symmetry Points. In: Quarterly J. Royal Meteorological Soc. 66, 1940, S. 460
- Further Remarks on Early Uses of Punched Cards in Meteorology and Climatology. In: Bull. Amer. Meteorological Soc. 27, Nr. 5, 1946, S. 195–199
- Conversion of Hollerith Punched Card Machines for Use of Unpunched Cards. In: Archiv für Meteorologie, Geophysik und Bioklimatologie. B2, 1950/1951, S. 462–467
- Statistik der Brandspuren des Sonnenscheinautographen. In: Meteorologische Zeitschrift. 1913
- Über die Lamontsche Korrektur. In: Annalen der Hydrographie und maritimen Meteorologie. 51, S. 234–239, 1923
- Leo Wenzel Pollak: Die Rationalisierung und Mechanisierung der Verwaltung und Verrechnung geophysikalischen Zahlenmaterials. Das Lochkartenverfahren. In: Naturwissenschaften. Band 18, Nr. 16, 1930, S. 343–349, doi:10.1007/BF01501108.